# Flisa Station
Flisa Station (Flisa stasjon) er en tidligere jernbanestation på Solørbanen, der ligger i byområdet Flisa i Åsnes kommune i Norge.
Stationen åbnede 3. november 1893 som endestation for den første del af banen fra Kongsvinger og fungerede som sådan, indtil banen blev forlænget til Elverum i 1910. Oprindeligt hed stationen Flisen, men navnet blev ændret til Flisa i april 1921. Persontrafikken på banen blev indstillet 29. august 1994, men den benyttes stadig af godstog. Den tidligere station fungerer i dag som krydsningsspor.
Stationsbygningen er opført i træ efter tegninger af Paul Due. Den blev fredet sammen med pakhus, ilgodshus, remise, drejeskive, das og stationspark i 2002. Tilsammen repræsenterer de ligesom de øvrige stationer fra banens åbning en overgang mellem den internationale schweizerstil og den nationalromantiske dragestil.